# Шнейдер, Гвидо Александрович
Гвидо Александрович Шнейдер, собственно Гвидо Александр Иоганн Шнейдер (нем. Schneider, Guido Alexander Johann; 30 сентября 1866, Ревель — 31 мая 1948, Грайфсвальд) — российско-шведский зоолог.
В 1886 г. поступил в Дерптский университет, сначала на медицинский факультет, а затем (в 1891 г.) на естественноисторическое отделение физико-математического факультета; ученик, в частности, Юлиуса фон Кеннеля. В 1892 г. стажировался в городе Тромсё. В 1895—1897 гг. состоял хранителем зоологического музея Санкт-Петербургского университета. Занимался под руководством профессора А. О. Ковалевского. В 1895 г. совершил научную экспедицию на Белое море. В 1896 г. защитил диссертацию на звание магистра зоологии. В 1896—1897 гг. работал на зоологической станции в Неаполе, затем в 1897—1900 гг. заведовал биологической станцией в Севастополе. Был дважды командировать за границу в 1898 и 1899 гг. (Германия, Голландия, Турция). В 1900—1907 гг. вновь в Санкт-Петербурге, сотрудник Министерства просвещения. В 1903 г. защитил докторскую диссертацию в Гельсингфорсском университете. В 1907—1918 гг. преподавал в Рижском политехникуме. В 1919—1920 гг. в Швеции, получил шведское гражданство. В 1920—1921 гг. профессор зоологии в Латвийском университете, в 1921—1923 гг. — в Тартуском университете. Затем жил в Швеции, в Позене и наконец в Грайфсвальде.
Главнейшие труды: «Ueber die Entwickl. des Genitalcanals von Cobitis taenia und Phoxinus laevis» («Записки академии наук», VIII серия, т. VI, № 2, 1894); «Ueber phagocytäre Organe und Chloragogenzellen der Oligochaeten» («Zeitschrift f. Wissens. Zool.», т. 61, 1896); «Ueber Phagocytose und Excretion bei den Anneliden» («Zeitschr. f. Wiss. Zool.», т. 66, 1899); «Einiges über Resorption und Excretion bei Amphioxus lanceolatus» («Yar. Anat. Anz.», т. 16, 1899); «Ichthyologische Beiträge» (I, II и III, 1900—1902 гг.); «Acta societatis pro Fauna et Flora fennica» (т. XX, № 1; т. XXII, № 2 и 4).
Именем Шнейдера названы Chromadorita guidoschneideri (Filipjev, 1929), Eleutherolaimus schneideri Turpeenniemi, 1997, Perarella schneideri (Motz-Kossowska, 1905), Elaeophora schneideri Wehr and Dikmans, 1935.